# فرودگاه ملی جزیره کالیمنوس
فرودگاه ملی جزیره کالیمنوس (به انگلیسی: Kalymnos Island National Airport) (به زبان بومی: Κρατικός Αερολιμένας Καλύμνου) یک فرودگاه همگانی مسافربری با کد یاتا JKL است که یک باند فرود آسفالت دارد و طول باند آن ۱۱۳۵ متر است. این فرودگاه در کشور یونان قرار دارد و در ارتفاع ۲۳۵ متری از سطح دریا واقع شده است.

## شرکت‌های هواپیمایی و مقصدهای پروازی
| شرکت‌های هواپیمایی | مقصدهای پروازی                                   |
| ----------------- | ------------------------------------------------ |
| المپیک ایر        | آتن (PSO), جزیره کوس (PSO), ملی جزیره لروس (PSO) |
| Sky Express       | آتن                                              |